# إبراهيم القادري بوتشيش
إبراهيم القادري بوتشيش (ولد عام 1955) هو أكاديمي وباحث ومؤرخ مغربي. متخصص في التاريخ الاقتصادي والاجتماعي وتاريخ الذهنيات في الغرب الإسلامي. حصل على جائزة الكتاب العربي عام 2025م.

## مسيرته
ولد الدكتور إبراهيم القادري بوتشيش سنة 1955. حاصل على ليسانس في الآداب ـ تخصص تاريخ وجغرافيا من جامعة محمد بن عبد الله بفاس 1977. شهادة الدراسات المعمقة في التاريخ الوسيط من نفس الجامعة سنة 1978. و شهادة السنة الثانية من شعبة العلوم السياسية ـ فرع القانون العام، جامعة محمد بن عبد الله بفاس 1979.
شهادة الكفاءة التربوية، المدرسة العليا للأساتذة بالرباط 1979. دبلوم الدراسات العليا في التاريخ الوسيط، جامعة محمد بن عبد الله بفاس 1984. ودكتوراه الدولة في التاريخ الإسلامي الوسيط من جامعة مولاي إسماعيل بمكناس 1991.

## عمله ومناصبه
- أستاذ فخري بجامعة مولاي إسماعيل بمكناس.[1]
- عضو جمعية أساتذة التاريخ والجغرافيا بمكناس.
- عضو هيئة تحرير مجلة «مكناسة» مجلة كلية الآداب بمكناس.
- مستشار في جمعية المؤرخين المغاربة بالرباط.
- رئيس المجموعة المغاربية للدراسات التاريخية والأثرية والحضارات المقارنة.
- عضو جمعية الباحثين في الغرب الإسلامي.
- مشرف على رسائل وأطروحات جامعية، وعضو الجمعية المغربية للبحث التاريخي.
- عضو اتحاد المؤرخين العرب، وعضو الجمعية الإفريقية لدراسات تاريخ الأديان.

## مؤلفاته
للدكتور إبراهيم القادري بوتشيش مؤلفات عديدة نذكر منها:
- إسهامات في التاريخ الاقتصادي - الاجتماعي لمدينة مكناس خلال العصر الوسيط
- خطاب العدالة في كتب الآداب السلطانية
- المهمشون في تاريخ الغرب الإسلامي - إشكالية نظرية وتطبيقية في التاريخ المنظور إليه من أسفل
- مباحث في التاريخ الاجتماعي للمغرب والأندلس خلال عصر المرابطين
- التصوف السني في تاريخ المغرب
- حلقات مفقودة من تاريخ الحضارة في الغرب الإسلامي
- بين أخلاقيات العرب وذهنيات الغرب
- إضاءات حول تراث الغرب الإسلامي وتاريخه الاقتصادي والاجتماعي
- مستقبل الكتابة التاريخية في عصر العولمة والأنترنت
- التاريخ الأندلسي من خلال النصوص / محمد المنوني،محمد بن عبود، إبراهيم القادري بوتشيش.

## الجوائز
جائزة الكتاب العربي في دورتها الثانية (فئة الإنجاز/الأفراد) عام 2025م؛ تقديراً لإسهامه البارز في مجاله.